# División de Honor de Vizcaya
La categoría División de Honor es la sexta en Vizcaya, en el País Vasco.

## Sistema de Liga División de Honor
Consiste en un grupo de 18 equipos.
El 1º asciende directamente a Tercera División RFEF.
El 2º juega una promoción contra el 2º de Álava y el 2º de Guipúzcoa; que en caso de quedar vacante una plaza en 3ª (debido a un ascenso o desaparición) el primer clasificado de esta promoción lograría el ascenso. 
Descienden los dos últimos; tres en caso de arrastres (descensos acarreados por descensos en categorías superiores)

## Temporada 2024/25

### Equipos
- Abanto Club
- Aurrera K.E.
- S.D. Balmaseda F.C.
- Bermeo F.T.
- Dinamo de San Juan C.F.
- S.D. Erandio Club
- C.D. Galdakao
- Gatika K.T.
- C.D. Getxo
- C.D. Gordexola
- S.D. Indautxu
- S.D. San Pedro
- Santutxu F.C.
- Sodupe U.C.
- J.D. Somorrostro
- Uritarra K.T.
- Zalla U.C.
- S.D. Zamudio

## Palmarés
| Temporada | Campeón               | Ascenso                        | Descenso                                                                         |
| --------- | --------------------- | ------------------------------ | -------------------------------------------------------------------------------- |
| 2002-2003 | SD Zamudio            | SD Zamudio                     | CD Gallarta, CD Berriz, SD Retuerto Sport y Lekeitio FT                          |
| 2003-2004 | SCD Durango           | SCD Durango y SD San Pedro     | CD Padura y Balmaseda CF                                                         |
| 2004-2005 | CD Santurtzi          | CD Santurtzi y CD Getxo        | SD Kalero                                                                        |
| 2005-2006 | Santutxu FC           | Santutxu FC                    | CD Galdakao, SD Ugeraga, SD Iturrigorri, Zorroza FC y CD Arratia                 |
| 2006-2007 | SD Zamudio            | SD Zamudio                     | SD Indautxu, SD Erandio Club y Lekeitio FT                                       |
| 2007-2008 | SD Leioa              | SD Leioa                       | CD Padura, CD Ugao y SC Lutxana                                                  |
| 2008-2009 | SD Retuerto Sport     | SD Retuerto Sport              | Sodupe UC y SD Moraza                                                            |
| 2009-2010 | Santutxu FC           | Santutxu FC                    | SC Lutxana, Gatika KT y CD Ortuella                                              |
| 2010-2011 | Balmaseda CF          | Balmaseda CF                   | SD Retuerto Sport, SD Basurto y CD Berriz                                        |
| 2011-2012 | CD Getxo              | CD Getxo y Bermeo FT           | CD Galdakao y SD Indautxu                                                        |
| 2012-2013 | Sodupe UC             | Sodupe UC y SD Retuerto Sport  | SD Ugeraga y SD San Pedro                                                        |
| 2013-2014 | CD Santurtzi          | CD Santurtzi y SD Erandio Club | CD Galea, CD Basconia "B" y SD Moraza                                            |
| 2014-2015 | SD Deusto             | SD Deusto y CD Getxo           | Gurutzeta KFT y SD Indautxu                                                      |
| 2015-2016 | Sodupe UC             | Sodupe UC                      | CD Arratia y CF Trapagaran                                                       |
| 2016-2017 | JD Somorrostro        | JD Somorrostro                 | Abanto Club, CD Zaldua, CD Gallarta y Lekeitio FT                                |
| 2017-2018 | SD San Pedro          | SD San Pedro                   | SD Retuerto Sport, SD Etxebarri y Zalla UC                                       |
| 2018-2019 | Urdúliz FT            | Urdúliz FT                     | SD Ugeraga, Apurtuarte Club, CD Arratia, Lekeitio FT y CD Loiu                   |
| 2019-2020 | C.D. Aurrerá Ondarroa | C.D. Aurrerá Ondarroa          | CD Galdakao y CD Sondika                                                         |
| 2019-2020 | Uritarra K.T.         | Uritarra K.T.                  | Abadiño K.E.                                                                     |
| 2020-2021 | Uritarra K.T.         | Uritarra K.T.                  | Abadiño K.E.                                                                     |
| 2021-2022 | C.D. Padura           | C.D. Padura                    | Gatika K.T., C.D. Otxarkoaga, S.D. Basurto, S.D. Gernika Club "B" y C.D. Sondika |
| 2022-2023 | C.D. Derio            | C.D. Derio                     | Abanto Club, Abadiño K.E. y C.D. Elorrio                                         |
| 2023-2024 | C.D. Santurtzi        | C.D. Santurtzi                 | C.D. Arratia, Iurretako K.T. y S.D. Iturrigorri                                  |

## Otras Divisiones
| 1ª   | Primera División de España              |
| 2ª   | Segunda División de España              |
| 3ª   | Primera División RFEF                   |
| 4ª   | Segunda División RFEF                   |
| 5ª   | Tercera División RFEF                   |
| 6ª   | División de Honor de Vizcaya            |
| 7ª   | Territorial Preferente de Vizcaya       |
| 8ª   | Territorial Primera División de Vizcaya |
| 9ª   | Territorial Segunda División de Vizcaya |
| 10.ª | Territorial Tercera División de Vizcaya |

- Datos: Q5811781